# فالكن هايتس (تكساس)
فالكن هايتس (بالإنجليزية: Falcon Heights, Texas)‏ هي أماكن مخصصة للتعداد تقع في الولايات المتحدة في تكساس. يقدر عدد سكانها بـ 335 نسمة ومساحتها 11.4 كم2 وترتفع عن سطح البحر 83 متر.